# Накаде Хікарі
Накаде Хікарі (яп. 中出 ひかり; нар. 26 грудня 1988) — японська футболістка. Вона грала за збірну Японії.

## Клубна кар'єра
Виступала в «Іґа Куноїті».

## Кар'єра в збірній
Дебютувала у збірній Японії 26 вересня 2013 року в поєдинку проти Нігерії.

## Статистика виступів
| Збірна Японії | Збірна Японії | Збірна Японії |
| Рік           | Матчі         | Голи          |
| ------------- | ------------- | ------------- |
| 2013          | 1             | 0             |
| Загалом       | 1             | 0             |